# 가나자와촌 (아이치현 지타군)
가나자와촌(金沢村)은 아이치현 지타군에 설치되었던 촌이다. 현재의 지타시 남부에 해당한다.